# Кікосовська
Кіко́совська (рос. Кикосовская) — присілок у складі Лузького району Кіровської області, Росія. Входить до складу Папуловського сільського поселення.
Населення становить 7 осіб (2010, 14 у 2002).
Національний склад станом на 2002 рік — росіяни 100 %.